# Wo warst du, Adam?
Wo warst du, Adam? ist ein 1951 erschienener Roman von Heinrich Böll. Der episodenhafte Aufbau des Werks lässt verschiedene Ereignisse im Herbst 1944 an der südlichen Ostfront lebendig werden, geschildert von einem allwissenden Erzähler. Mit einer zunehmend bedrückenden Atmosphäre zeichnet Böll ein eindringliches Bild der Verheerungen des Zweiten Weltkriegs.

## Mottos
Der Roman wird von zwei Mottos eingeleitet, die zentrale Themen des Werks vorwegnehmen. Das erste entstammt den Tag- und Nachtbüchern des katholischen Existentialisten Theodor Haecker und reflektiert die moralische Verantwortung des Individuums inmitten eines historischen Unheils:
Eine Weltkatastrophe kann zu manchem dienen. Auch dazu, ein Alibi zu finden vor Gott. Wo warst du, Adam? ‚Ich war im Weltkrieg.‘
Das zweite Motto, ein Zitat aus Antoine de Saint-Exupérys Flug nach Arras verdichtet die zerstörerische Natur des Krieges in einer schmerzhaften Metapher:
Der Krieg ist eine Krankheit. Wie der Typhus.

## Inhalt
Der Roman besteht aus neun lose verbundenen Kapiteln, die sich zu einer eindringlichen Collage aus Eindrücken fügen. Sie zeichnen ein vielschichtiges Bild der Zerstörungen und Leiden, die der Krieg mit sich bringt. Im Mittelpunkt stehen die Geschichten verschiedener Figuren, deren Schicksale sich direkt oder indirekt mit dem des Oberleutnants Adam Feinhals kreuzen. Unter ihnen sind Vorgesetzte, Kameraden, eine alte slowakische Wirtin, die sowohl den Vormarsch als auch den Rückzug der deutschen Truppen erlebt, sowie die jüdisch-katholische Ilona, deren Leben tragisch in einem Konzentrationslager endet. Sie alle eint ihr Schicksal als Leidtragende des Krieges.
Heinrich Böll enthüllt in diesem Werk die Unmenschlichkeit des Krieges. Die allgemeine Hoffnungslosigkeit spiegelt sich in der Sprache: Natur und Menschen wirken ermüdet, farblos und zerstört nach den Jahren der Verwüstung. Essen und Trinken werden in den Schilderungen zu zentralen Themen, während die Leere der Landschaft die innere Leere der Figuren symbolisiert. Der Roman enttäuscht bewusst jede Hoffnung und verdeutlicht die Absurdität menschlichen Lebens im Krieg. 

## Kapitel
Das erste Kapitel eröffnet mit einer eindringlichen Schilderung der bedrückten Stimmung unter den Soldaten, die sich auf eine bevorstehende Schlacht vorbereiten. Besonders ausführlich wird Oberleutnant Adam Feinhals beschrieben, dessen Gedanken und Gefühle während des Marschierens beleuchtet werden. Die Schlacht endet mit einer Niederlage, und die wenigen Überlebenden finden sich im Lazarett wieder. Unter ihnen ist ein verletzter Oberst, der wiederholt nur zwei Dinge murmelt: „Sekt – kühlen Sekt“ und „eine Frau – eine kleine Frau.“
Das zweite Kapitel knüpft nahtlos an die Ereignisse des ersten an und spielt ebenfalls auf der Krankenstation. Diesmal wird die Handlung jedoch aus der Perspektive des verletzten Obersten erzählt, dessen Name nun preisgegeben wird: Bressen. Durch seine Erinnerungen erfährt der Leser, warum er unablässig von Sekt und kleinen Frauen spricht. In Gedanken reist er zurück in sein früheres Leben, in dem er mit einem Freund Sekt trank, Zigarren rauchte und sich dem Genuss hingab. Währenddessen betrachtet er die Bilder an den Wänden der Krankenstation, die seine Erinnerungen weiter anfachen.
Das dritte Kapitel zählt zu den umfangreichsten im Roman und konzentriert sich auf zwei zentrale Figuren: den Feldwebel Alois Schneider und den Hauptmann Bauer, der bereits im ersten Kapitel erwähnt wurde. Im Mittelpunkt steht die Alltagsroutine im Lazarett, in dem Alois Schneider seinen Dienst verrichtet. Eine wiederkehrende Szene ist das regelmäßige Erscheinen der Ungarin Szarka, die Gemüse und Obst für das Lager liefert.
Eine Schlüsselrolle spielt Hauptmann Bauer, dessen Leben nach einem Motorradunfall auf die monotone Wiederholung des Wortes „Bjeljogorsche“ reduziert ist – ein Vorgang, der sich alle 50 Sekunden wiederholt. Zudem läuft ein Kriegsgerichtsverfahren gegen ihn wegen des Verdachts auf Selbstverstümmelung, da er beim Fahren keinen Helm trug.
Das Lazarett wird schließlich auf Befehl geräumt, da die feindlichen Truppen immer näher rücken. Als russische Panzer direkt vor dem Lazarett Stellung beziehen, versucht Feldwebel Alois Schneider, mit einer weißen Fahne, auf die ein rotes Kreuz gemalt ist, den Feind zu beschwichtigen. Während er sich langsam den Panzern nähert, tritt er unabsichtlich auf einen Blindgänger, der daraufhin explodiert. Die russischen Soldaten halten die Explosion fälschlicherweise für einen Angriff und eröffnen das Feuer, wobei das gesamte Lazarett zerstört wird. Erst später bemerken sie, dass von der anderen Seite kein einziger Schuss gefallen war.
Das vierte Kapitel widmet sich ausschließlich der Figur des Greck. Mit fast peinlicher Genauigkeit beschreibt Böll Grecks innere Welt – seine Ängste, Gedanken und inneren Konflikte. Greck befindet sich in einem anderen Lazarett, zu dem die Figuren zwischen Kapitel drei und vier verlegt wurden. Während eines Urlaubs hält er sich in einer nahegelegenen Stadt auf. Dort verkauft er aus Not seine Hose an einen jüdischen Händler und wird von der panischen Angst verfolgt, für diese Tat zur Rechenschaft gezogen zu werden. Schließlich kehrt er in das Lager zurück, begleitet von der ständigen Furcht, entdeckt und bestraft zu werden.
Im fünften Kapitel rückt erneut Oberleutnant Feinhals in den Mittelpunkt. Er verliebt sich in die jüdische Lehrerin Ilona. Doch ihre Liebe steht unter einem unheilvollen Stern: Feinhals erhält einen Marschbefehl, während Ilona entschlossen ist, ihre Familie im Ghetto wiederzusehen. Sie trennen sich schweren Herzens, ohne ihre Adressen auszutauschen. Feinhals wird schließlich von einem roten Möbelwagen abgeholt, der ihn und weitere Soldaten zur Front bringt.
Das sechste Kapitel beschreibt die Ankunft von Feinhals, Greck, Finck und anderen Soldaten in einem Dorf, wo sie in eine Schlacht verwickelt werden. Finck stirbt, weil er einen Koffer voller Weinflaschen bei sich trägt, der ihn bewegungsunfähig macht. Dr. Greck, der weiterhin an den schrecklichen Schmerzen seiner bereits im vierten Kapitel erwähnten Magenkrankheit leidet, wird von seinem Leid erlöst, als die Überdachung einer Scheune, die von einem Geschoss getroffen wurde, einstürzt und ihn darunter begräbt.
Das siebte Kapitel zählt zu den längsten und eindringlichsten des Romans. Es schildert die Deportation Ilonas zusammen mit anderen Juden in einem grünen Möbelwagen, der sie in ein Konzentrationslager bringt. Das Lager steht unter dem Kommando des Obersturmführers Filskeit, einer der am detailliertesten gezeichneten Figuren des Romans. Filskeit ist ein fanatischer Rassist, der eine seltsame Faszination für den Rassengedanken und den gemischten Chor hegt.
Bei der Ankunft im Lager sortiert Filskeit die Gefangenen nach ihrer Gesangsfähigkeit: Diejenigen, die singen können, werden dem „Lager-Chor“ zugeteilt, alle anderen erwartet der Tod. Auch Ilona wird gezwungen vorzusingen und trägt ein katholisches Lied in Latein vor. Filskeit ist außer sich: Er kann weder ertragen, dass eine Jüdin katholisch war, noch dass sie so gut singen konnte, während ihr Aussehen nicht in seine Rassenideologie passte. In blinder Wut entleert er ein ganzes Magazin auf die am Boden liegende Ilona, die unter Qualen stirbt.
Nach diesem Vorfall gibt Filskeit den Befehl, alle Juden im Lager zu ermorden. „Draußen fing die Metzelei an“, beschreibt Böll die gnadenlose und brutale Hinrichtung, die folgt.
Im achten Kapitel wird die Sinnlosigkeit des Krieges am eindeutigsten dargestellt. Feinhals wird in die Slowakei, an die Grenze zu Polen, versetzt, um dort als Architekt dem Bau einer Brücke zu helfen, die früher von Partisanen gesprengt wurde. Es wird hier aus der Sicht von Frau Susan erzählt, der eine Gaststätte in der Nähe der Brücke gehört. Sie beobachtet die Soldaten und merkt, dass diese den ganzen Tag lang nichts Konstruktives tun und dafür auch noch ein Vermögen bekommen. Die Brücke wird mit großer Mühe und in kürzester Zeit wieder aufgebaut, um unmittelbar nach ihrer Fertigstellung wieder gesprengt zu werden, weil die Russen näher rücken. Durch dieses Beispiel lässt Böll den Krieg am eindeutigsten sinnlos und lächerlich erscheinen. Um ganz sicherzugehen, dass der Leser nicht doch einen Sinn in Wiederaufbau und Sprengung der Brücke entdeckt, wird nicht aus der Sicht eines Soldaten, sondern aus der einer Außenstehenden erzählt, die die Dinge ohne jegliche Verzerrung so sieht, wie sie sind.
Im letzten Kapitel kehrt Feinhals wieder in seine Heimatstadt zurück. Diese wird bei seiner Ankunft von den Amerikanern beschossen. Er hält bei Finck Weinstuben und Hotel an. Er sieht den General, dem er im ersten Kapitel begegnete. Er ist jetzt von den Amerikanern gefangen genommen worden. Feinhals merkt, dass der General nun viel fröhlicher und lebendiger wirkt als vorher. Schließlich stirbt Feinhals auf der Schwelle seines Hause durch einen direkten Granatentreffer, dem letzten von sieben abgezählten Schüssen, die das deutsche Artilleriegeschütz jeden Tag abgibt. Seine Leiche wird von der weißen Fahne an seinem Elternhaus bedeckt.
Abschließende Betrachtung
Der Roman thematisiert die Sinnlosigkeit des Krieges und die Zerstörung der Menschlichkeit durch gewaltsame Konflikte. Die Protagonisten sind in einem System gefangen, das ihre Identität und ihre moralischen Werte zerbricht. Ihre inneren Kämpfe und Verzweiflung spiegeln die Absurdität wider, die den Krieg prägt: Die Grenzen zwischen Gut und Böse verschwimmen, und alles, was einmal Bedeutung hatte, wird zerstört.
In dieser Atmosphäre der Entmenschlichung bleibt die Hoffnung auf Erlösung unerreichbar. Der Krieg entleert das Leben der Individuen und lässt sie als bloße Rädchen in einer unaufhaltsamen Zerstörungsmaschinerie zurück. Der Roman endet mit der Erkenntnis, dass der Krieg nicht nur Leben kostet, sondern auch die Essenz des Menschseins vernichtet.

## Zeitgenössische Rezeption
Das Nachrichtenmagazin Der Spiegel (Ausg. vom 9. Januar 1952) zeigte seinen Lesern den Roman an als das bildkräftigste Kriegsbuch aus deutscher Feder, und der Kritiker Hans Schwab-Felisch attestierte dem ersten veröffentlichten Roman des seinerzeit noch weitgehend unbekannten Autors streckenweise echte dichterische Größe (Der Monat, März 1952, S. 648). Konrad Stemmer urteilte in der Neuen Zeitung (Nr. 295, 15./16. Dezember 1951): Zum ersten Male hat ein junger deutscher Schriftsteller hier ein Bild des letzten Krieges gezeichnet, wie es in dieser Unerbittlichkeit und mit ebenso viel Realistik wie Kunstverstand bisher nicht geschehen ist.
Bemängelt wurde an dem Roman, dass Böll nur den Krieg und seine Furchtbarkeit thematisiere; die spezifisch nationalsozialistischen Verbrechen des Holocaust würden nur gestreift: Die Schilderung einer Hinrichtung im KZ und eines Judentransports unterstreiche eher die Unmenschlichkeit der Kriegsmaschinerie, als dass Böll hier das Vernichtungsprogramm der SS aufgreife. Der Roman lese sich also mehr als ein pazifistischer Aufruf gegen den Krieg im Allgemeinen.

## Ausgaben
- Erstdruck: Friedrich Middelhauve, Opladen 1951
- Taschenbuchausgabe: Kiepenheuer & Witsch, Köln/Berlin 1954 (von Böll durchgesehen und bearbeitet; bis heute der zuverlässigste Text, aber nicht mehr lieferbar).
- Ullstein Taschenbücher-Verlag, Ullstein Buch Nr. 84, 1957.
- dtv-Taschenbuchausgabe (von den derzeit lieferbaren Ausgaben die zuverlässigste).
- Band 5 der Kölner Böll-Ausgabe, Kiepenheuer & Witsch 2004. Diese Ausgabe von Wo warst du, Adam? weist laut Werner Bellmann Textfehler und Lektoratseingriffe auf. Er zählte rund 50 Fehler und zog das Fazit: „Diese Edition ist nicht zitierfähig.“[1] Vgl. dazu den Kritischen Beitrag von Bellmann in Wirkendes Wort. 57, 2007.

### Rezensionen
- Alfred Andersch: Christus gibt keinen Urlaub. In: Frankfurter Hefte. 6, Heft 12, 1951, S. 939–941.
- Wolfgang Bächler: Der Krieg ist eine Krankheit. In: Darmstädter Echo. 18. Juli 1952.
- Heinz Beckmann: Heinrich Bölls Leuchtkugeln. In: Rheinischer Merkur. (Koblenz/Bonn). 7. Jg., Nr. 30, 24. Juli 1952, S. 9.
- Helmut M. Braem: Wo warst du, Adam? Heinrich Bölls erster Roman. In: Stuttgarter Zeitung. 8. Dezember 1951.
- Ingeborg Hartmann: Die Landschaft des Krieges. In: Die Zeit. Nr. 47. 22. November 1951.
- Fred Hepp: Kriegsbücher und kein Ende. In: Süddeutsche Zeitung. 8. Jg., Nr. 4, 5./6. Januar 1952, S. 18.
- Herbert Nette: Panorama des Krieges. In: Frankfurter Allgemeine Zeitung. Nr. 263, 10. November 1951, S. 13.
- Peter E. Pechel: Der Krieg als handelnde Macht. In: Deutsche Rundschau. (Stuttgart). 78. Jg., Heft 8, 1952, S. 874 f.
- Georg Ramseger: Wo warst du, Adam? In: Die Welt. (Ausgabe Berlin-West; Essen). Nr. 287, 8. Dezember 1951, S. 17.

### Forschungsliteratur
- Klaus Jeziorkowski: Heinrich Böll: "Wo warst du, Adam?" (1951). In: Paul Michael Lützeler (Hrsg.): Deutsche Romane des 20. Jahrhunderts. Neue Interpretationen. Athenäum, Königstein/Ts. 1983, S. 273–283.
- Alan Bance: Heinrich Böll's "Wo warst du, Adam?": National Identity and German War Writing – Reunification as the Return of the Repressed? In: Forum for Modern Language Studies. 29, 1993, S. 311–322.
- Beate Schnepp: Die Architektur des Romans. Zur Komposition von Heinrich Bölls "Wo warst du, Adam?". In: Werner Bellmann (Hrsg.): Das Werk Heinrich Bölls. Westdeutscher Verlag, Opladen 1995, S. 109–123.
- J. H. Reid: "Wo warst du, Adam?". In: Werner Bellmann (Hrsg.): Heinrich Böll. Romane und Erzählungen. Interpretationen. Reclam, Stuttgart 2000, S. 53–69.
- Werner Bellmann: Textkritische Anmerkungen und Zeugnisse zu Heinrich Bölls Roman "Wo warst du, Adam?". In: Wirkendes Wort. 57, Heft 1, 2007, S. 19–29.
- Heinrich Böll: "Wo warst du, Adam?". In: Heinz Ludwig Arnold (Hrsg.): Kindlers Literatur Lexikon. Band 2: Bal-Bot. J.B. Metzler, Weimar 2009, ISBN 978-3-476-04000-8, S. 732–733.
- Norman Ächtler: 'Entstörung' und Dispositiv – Diskursanalytische Überlegungen zum Darstellungstabu von Kriegsverbrechen im Literatursystem der frühen Bundesrepublik. In: Carsten Gansel/Norman Ächtler (Hrsg.): Das 'Prinzip Störung' in den Geistes- und Sozialwissenschaften. DeGruyter, Berlin/Boston 2013, S. 57–81.